# Velika loža Slovačke
Velika loža Slovačke (slovač. Veľká Lóža Slovenska), skraćeno VLS, je regularna slobodnozidarska velika loža u Slovačkoj. Osnovana je 2009. godine uz pomoć Velike lože Češke.

## Povijest
Nakon demokratskih promjena koje su uslijedile nakon Baršunaste revolucije i padom komunizma 1989. godine, stvoreni su uvjeti za obnovu slobodnog zidarstva u Čehoslovačkoj. Već u studenom 1990. godine u Pragu osnovana je Velika loža Čehoslovačke. Nakon raspada Čehoslovačke krajem 1992. godine ova velika loža postaje Velika loža Češke. Međutim, prvu ložu u Slovačkoj osniva Veliki orijent Francuske, i to Ložu "Humanizmus" u Bratislavi 1993. godine. Deset godina kasnije, 2003., Velika loža Češke uspostavlja svoju ložu u Bratislavi, Ložu "Kosmopolis". Češka velika loža 2007. godine osniva i drugu ložu u Bratislavi, Ložu "Libertas".
Francuska Loža "Humanizmus" u ožujku 2008. godine prelazi pod zaštitu Velike lože Češke. Odmah nakon toga, 8. ožujka, se tri slovačke, odnosno bratislavske, lože stavljaju pod Kotarsku veliku ložu Slovačke (česk. Distriktní Veliká Lóže Slovensko), kotarsku veliku ložu u strukturi češke velike lože.
Tri slovačke lože su 21. ožujka 2009. godine u Bratislavi uz pomoć Velike lože Češke, Velike lože Austrije i Ujedinjenih velikih loža Njemačke osnovale prvu veliku ložu u povijesti Slovačke – Veliku ložu Slovačke. Istoga dana je i Ujedinjena velika loža Engleske (UGLE) priznala Veliku ložu kao regularnu.
Godine 2014. osnovana je prva loža izvan Bratislave, u Košicama, "Pavel Jozef Šafárik". Godine 2016. osnovane su još dvije lože u Bratislavi, istraživačka "Quatuor Coronati" i "Generál Štefánik".

## Ustroj
Sjedište Velike lože Slovačke je u Bratislavi. Velika loža ima svoje glasilo, Slobodomurár (u prijevodu Slobodni zidar).

### Lože
Pod zaštitom ove velike lože radi šest loža, pet u Bratislavi i jedna u Košicama:
- Loža "Humanizmus" br. 1, Bratislava[9] – osnovana pod zaštitom Velikog orijenta Francuske, od 2008. je loža br. 18 pod zaštitom Velike lože Češke.[10]
- Loža "Kosmopolis" br. 2, Bratislava[11] – osnovana kao loža br. 11 pod zaštitom Velike lože Češke.[10]
- Loža "Libertas" br. 3, Bratislava[12] – nosi naziv po latinskoj riječi za slobodu te po Libertas, božici i personifikaciji slobode u rimskoj mitologiji; osnovana je kao loža br. 14 pod zaštitom Velike lože Češke.[10]
- Loža "Pavel Jozef Šafárik" br. 4, Košice – nosi naziv po košičkoj loži utemeljenoj 1925. godine kao i po Pavelu Jozefu Šafáriku, piscu i povjesničaru.[13]
- Loža "Quatuor Coronati" br. 5, Bratislava – ova istraživačka loža nosi naziv po najstarijoj istraživačkoj Loži "Quatuor Coronati" br. 2076, osnovanoj 1886. godine pod zaštitom Ujedinjene velike lože Engleske (UGLE).
- Loža "Generál Štefánik" br. 6, Bratislava – nosi naziv po Milanu Rastislavu Štefániku, slovačkom astronomu, političaru i generalu francuske armije.

### Uprava
Velikom ložom Slovačke upravlja veliki majstor (slovač. veľmajster) koji se bira na trogodišnje razdoblje.

### Međunarodna suradnja
Velika loža Slovačke sudjeluje u radu Svjetske konferencije regularnih masonskih velikih loža. Također, potpisala je povelje o prijateljstvu i međusobnom priznavanju s preko 80 regularnih velikih loža.

### Obredi
Velika loža Slovačke upravlja simboličkim stupnjevima plave lože (učenik, pomoćnik i majstor) i delegira upravljanje visokim stupnjevima na dodatna tijela i redove. Obredi koji se rade u plavoj loži su:
- Kvapilov obred;
- Francuski obred (samo prva tri stupnja).

## Pridružena tijela i redovi
Upravljanje visokim stupnjevima ova velika loža provodi kroz pridružena tijela i redove od kojih svaki predstavlja jedan obred a na temelju potpisanih konkordata.
- Vrhovno vijeće 33. i posljednjeg stupnja Slovačke Drevnog i prihvaćenog škotskog obreda – nadležno za rad Drevnog i prihvaćenog Škotskog obreda.[14]

## Vanjske poveznice
- Službena stranica